# Denis McQuail
Denis McQuail (Londra, 12 aprile 1935 – 25 giugno 2017) è stato un sociologo e studioso della comunicazione britannico.
Professore presso l'Università di Amsterdam per circa vent'anni, si è occupato di mass media e comunicazione.
La sua opera è incentrata sulla spiegazione delle teorie della comunicazione e della loro applicazione, informando il pubblico dei benefici e dei pericoli della comunicazione di massa. 
È un sostenitore della Teoria degli usi e gratificazioni.

## Opere
- Television and the Political Image, con J. Trenaman (1961)
- Televisione e politica, con J. G. Blumler (1968)  ISBN 8839700676
- Towards a Sociology of Mass Communications (1968)
- Television in Politics (1969)
- Sociologia dei media (1972) ISBN 8815082468
- Communication (1975)
- Review of Sociological Writing on the Press (1976)
- Analysis of Newspaper Content (1977)
- Communication Models for the Study of Mass Communication, con Sven Windahl (1982)
- Le comunicazioni di massa (1983) ISBN 8815040560
- Media Performance (1992)
- I media in democrazia. Comunicazioni di massa e interesse pubblico, (ed. it. 1995), il Mulino,  ISBN 8815050647
- L'analisi dell'audience, (1997), il Mulino,  ISBN 8815081798
- Media policy: convergence, concentration and commerce (1998)
- Media Accountability and Freedom of Publication (2003)
- Propaganda, 1997-2025, Treccani, ISBN 978 88 12 01136 0

| Controllo di autorità | VIAF (EN) 36982784 · ISNI (EN) 0000 0001 0888 1277 · LCCN (EN) n50007865 · GND (DE) 108185915 · BNE (ES) XX909819 (data) · BNF (FR) cb122986487 (data) · J9U (EN, HE) 987007462912405171 · CONOR.SI (SL) 11436131 |